# Hongshanornithidae
Hongshanornithidae es una familia de aves basales ornituromorfas del Cretácico inferior de China. La familia incluye a los géneros Hongshanornis (el género tipo) y Longicrusavis, de la formación Yixian, en Mongolia Interior y la provincia de Liaoning, respectivamente, y posiblemente Parahongshanornis de la formación Jiufotang de la provincia de Liaoning (aunque la posición de este último no ha sido examinada  en ningún análisis cladístico). Es definida como el clado que incluye al último ancestro común de Hongshanornis longicresta y Longicrusavis houi y todos sus descendientes.
Los hongshanornítidos era pequeños, aproximadamente del tamaño de los mosqueros modernos. Sus patas eran proporcionalmente largas en comparación a sus alas, sugiriendo que eran aves acuáticas vadeadoras. Probablemente carecían de pico, teniendo dientes en sus mandíbulas.